# Tokushima prefektur
Tokushima prefektur (徳島県 Tokushima-ken) är belägen på ön Shikoku, Japan. Residensstaden är Tokushima.

## Administrativ indelning
Prefekturen var år 2016 indelad i åtta städer (-shi) och 16 kommuner (-chō och -son).
Kommunerna grupperas i åtta distrikt (-gun). Distrikten har ingen administrativ funktion utan fungerar i huvudsak som postadressområden.
Städer:
- Anan, Awa, Komatsushima, Mima, Miyoshi, Naruto, Tokushima, Yoshinogawa

Distrikt och kommuner
| - Itano distrikt - Aizumi - Itano - Kamiita - Kitajima - Matsushige | - Kaifu distrikt - Kaiyō - Minami - Mugi - Katsuura distrikt - Kamikatsu - Katsuura | - Mima distrikt - Tsurugi - Miyoshi distrikt - Higashimiyoshi - Myōdō distrikt - Sanagōchi | - Myōzai distrikt - Ishii - Kamiyama - Naka distrikt - Naka |